# Fahrenheitia
Fahrenheitia é um género botânico pertencente à família Euphorbiaceae.
Espécies encontradas desde o Sri Lanka até Myanmar e Malásia até as Filipinas.

## Sinonímia
- Desmostemon Thwaites,
- Paracroton Miq.

### Espécies
Composto por seis espécies:
| - Fahrenheitia collina - Fahrenheitia integrifolia - Fahrenheitia minor | - Fahrenheitia pendula - Fahrenheitia sterrhopoda - Fahrenheitia zeylanica |

## Nome e referências
Fahrenheitia Rchb. f. & Zoll. ex Müll. Arg.